# 高山駅 (江原道)
高山駅（コサンえき、고산역）は、朝鮮民主主義人民共和国（北朝鮮）江原道高山郡に位置する朝鮮民主主義人民共和国鉄道省江原線の駅である。

## 歴史
- 1913年10月21日：京元線として当駅 - 龍池院駅間が開業[1]。
- 1944年4月：福渓駅 - 当駅間が直流3000Vで電化、朝鮮総督府鉄道で最初かつ唯一の電化区間となり独立後も北朝鮮の鉄道の電化方式の規範となった。